# Altrip
Altrip település Németországban, Rajna-vidék-Pfalz tartományban. Lakosainak száma 7764 fő (2023. december 31.).

## Népesség
A település népességének változása:
| Lakosok száma | 5336 | 7593 | 7602 | 7692 | 7728 | 7764 |
|               | 1975 | 2017 | 2019 | 2021 | 2022 | 2023 |